# 봄바디어 콘테사
봄바디어 콘테사(스웨덴 X31, 덴마크 ET)는 외레순 해협 주변 지역을 운행하며 외레순 대교를 건너는 데 사용하는 덴마크와 스웨덴의 철도 차량이다. 주 운행 구간은 (헬싱외르)-코펜하겐-말뫼-(예테보리/칼마르/카를스크로나)이며, DSB에서는 보른홀름 섬으로 가는 고속 페리와의 연계 교통으로 코펜하겐-위스타드 간도 운행한다. 덴마크 DSB와 스웨덴 SJ 이외 여러 회사가 공동으로 소유하고 있다.
2006년 3월 20일부터 X31의 3중련 운행이 시작되었다. 중련 편성에는 총 711명이 탑승할 수 있으며 총 9량이 된다. 2008년 덴마크 측의 새 운영사 DSBFirst에서는 10편성을 추가로 발주하였다. 2009년 12월 스웨덴의 지역 교통 회사에서도 추가로 11편성을 발주하였다. 봄바르디어 측에 의하면 2009년 발주분까지 포함한 총 생산량은 111편성이다.

## 차량
X31 차량의 편성장은 79m, 중량 156t이다. 정원 229명 중 20석은 1등석이고, 중간차에 20석의 접이식 의자가 설치되어 있다. 차체 폭은 2.97m이다. 차체는 스테인리스 스틸로 제작되었으며, 알루미늄 재질처럼 보이게 하기 위해서 연회색으로 칠해져 있다. 여러 편성이 중련 운행도 가능하며, 중련 운행시 전두부의 운전실이 접혀서 편성 간 이동 통로로 사용된다. 외레순 해협을 건널 때에는 기관사와 승무원의 국적이 서로 다를 때가 많다.
회생 제동을 지원하며, 영업 최고 속도는 시속 180km이다. 스웨덴과 덴마크의 전압과 신호가 다르므로, 감속 없이 신호 및 전압을 바꿀 수 있다. 12개의 차축 중 8개는 동력 차축이며, 중간차에는 무동력 대차만 설치되어 있다. 2009년 기준 편성 가격은 8700만 스웨덴 크로나이다. 모든 차축에는 디스크 제동이 설치되어 있고, 동력 대차 4곳 중 3곳에는 자기 제동이 설치되어 있다.

## X32
파생형으로 X32 차량이 있으며, X31과 비교하였을 때 내장재가 다르며 화장실이 1곳 더 설치되어 있다. X31 차량의 운행 구간 및 스웨덴의 장거리 노선에 사용하였으나, 덴마크 쪽에서는 통근 열차 수준의 내장재를 원했으며, 외레순 해협 통근 수요가 급증하여 X31의 내장재로 다시 개조되었다. X32 차량은 내장재 때문에 덴마크 측에서 운행 허가를 받지 못했다. SJ에서 운행하는 예테보리-코펜하겐 인터시티 열차는 2009년까지는 X31 열차와 같은 내장을 사용하였으나, 2010년에 내장재를 개조하였다.